# Litavka
Litavka er en flod der løber i Tjekkiet, en højre biflod til Berounka. Den kommer fra Brdy-bjergene i en højde af 736 m og løber til Beroun, hvor det kommer ind i Berounka. Den er 54,9 km lang, og dens afvandingsareal er 629 km2.
Den løber gennem Příbram, Trhové Dušníky, Čenkov, Jince, Libomyšl, Chodouň og Králův Dvůr. I Příbram løber den lige i nærheden af den vestlige tribune på Na Litavce fodboldstadion.